# Hermann Nehbel
Hans Alexandre Hermann Nehbel (né le 14 février 1868 à Salusken, province de Prusse et mort le 14 juillet 1922 à Schwarzort (de)) est propriétaire de manoir et député du Reichstag.

## Biographie
Nehbel étudie aux lycées de Hohenstein et Wehlau et à l'université agricole de Berlin (de). Après une formation pratique et théorique, il est propriétaire du domaine familial de Salusken à partir de 1890. Il est également major dans la réserve de l'école de tir d'artillerie de campagne. En 1895, il épouse Katharina Becker. Il est membre de la Chambre des représentants de Prusse de 1905 à 1918, député du parlement provincial de Prusse-Orientale de 1907 à 1914 et de 1919 à 1921, membre du conseil d'arrondissement et du comité de l'arrondissement, député de  l'arrondissement de Neidenburg (de), président du club de guerre et de l'association des guerriers de l'arrondissement de Neidenburg. Il reçoit l'Ordre de l'Aigle rouge de 4e classe, l'ordre de la Couronne de 3e classe et la médaille de service de la Landwehr de 1re classe.
De 1907 à 1918, il est député du Reichstag pour la 8e circonscription du district de Königsberg (de) avec le Parti conservateur allemand.